# شادو أوف ذا كولوسس (لعبة فيديو 2018)
شادور أوف ذا كولوسس (بالإنجليزية: Shadow of the Colossus)‏، وتسمى في النسخة العربية في الشرق الأوسط (في ظلال العمالقة)، هي لعبة فيديو من تطوير ستوديو بلوبوينت غيمز اليابانية، ومن نشر سوني إنتراكتيف إنترتينمنت، هي لعبة فيديو أعيد إصدارها من النسخة الأصلية التي دعمت لمنصة بلاي ستيشن 2 سنة 2005، حيث أن هذه اللعبة صدرت حصرية لمنصة بلاي ستيشن 4.

## الإضافات
- من الإضافات في اللعبة :

1. إضافة مستوى سهل
2. المستوى الصعب مفتوح من بداية اللعبة
3. إمكانية التختيم بمستوى ثم تغيير المستوى مع بقاء الحياة والطاقة كما هي

## المواقع الخارجية
- شادو أوف ذا كولوسس (لعبة فيديو 2018) على موقع IMDb (الإنجليزية)

- الموقع الرسمي
 (الإنكليزية)